# Juan Irízar
 (juillet 2016).
Juan Irízar Eizaguirre, est un footballeur espagnol des années 1900 et 1910. Ses dates de naissance et de décès ne sont pas connues. Il joue notamment avec le FC Barcelone et l'Athletic Bilbao.

## Biographie
Juan Irízar joue au poste de défenseur. Il commence à jouer avec l'Athletic Bilbao. 
Lors de la saison 1906-1907, il rejoint les rangs du FC X avec qui il remporte deux fois le championnat de Catalogne (1907 et 1908).
Il joue ensuite deux saisons et demie (1909-1911) avec l'Espanyol de Barcelone, club continuateur du FC X.
Juan Irízar joue ensuite trois saisons avec le FC Barcelone (1911-1914). Avec le Barça, il remporte deux Coupes d'Espagne (1912 et 1913), un championnat de Catalogne et deux Coupes des Pyrénées (1912 et 1913). Irízar avait déjà joué brièvement avec le Barça en 1908 lors d'une tournée à l'étranger.
Après son étape à Barcelone, il retourne jouer avec l'Athletic Bilbao.

## Palmarès
Avec le FC X :
- Champion de Catalogne en 1907 et 1908

Avec le FC Barcelone :
- Vainqueur de la Coupe d'Espagne en 1912 et 1913
- Champion de Catalogne en 1913
- Vainqueur de la Coupe des Pyrénées en 1912 et 1913